# 라오허지에 관광 야시장

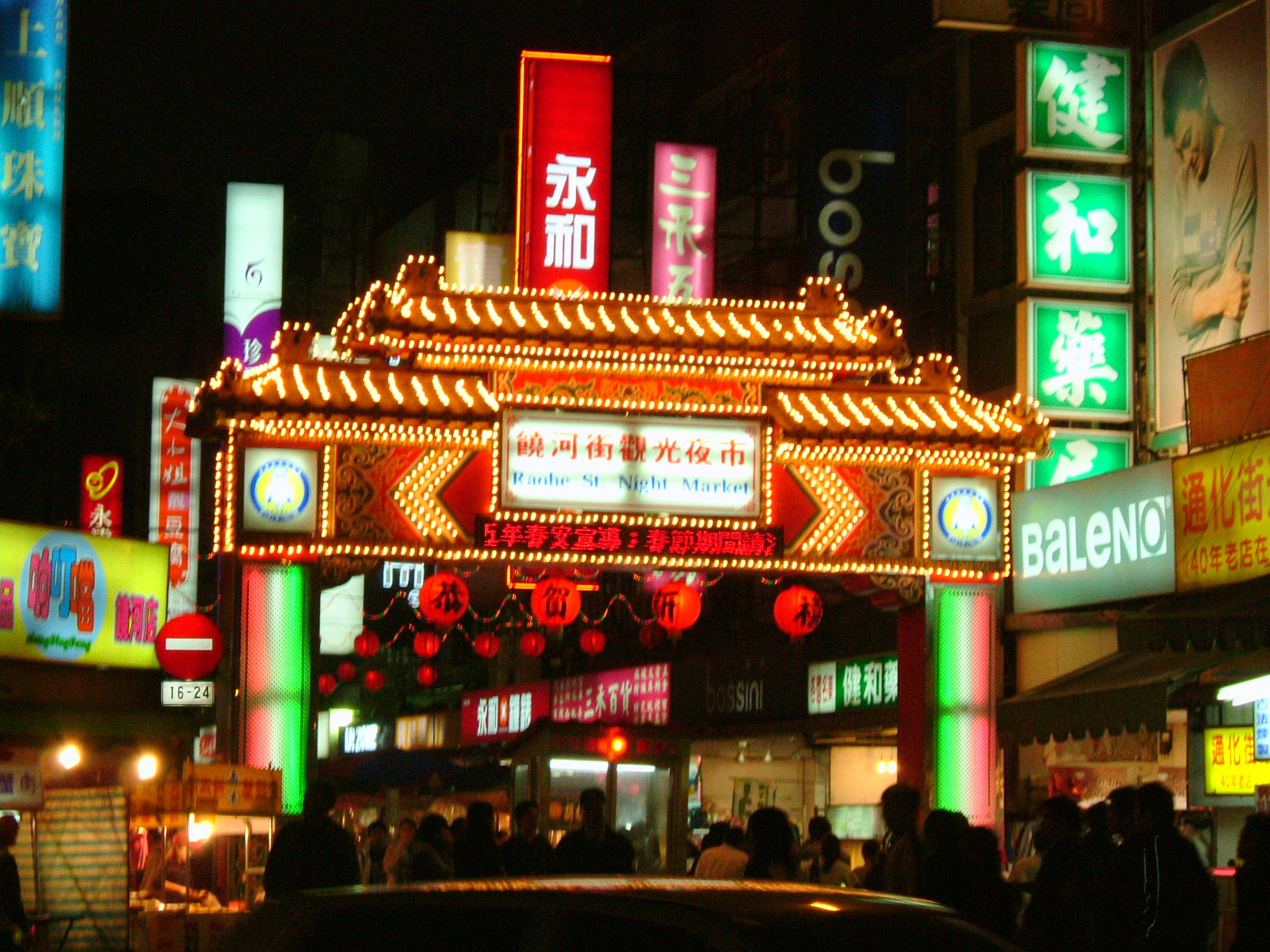
라오허지에 관광 야시장

라오허지에 관광 야시장(饒河街觀光夜市)는 타이완 타이베이시 쑹산 구에서 열리는 야시장이다.